# Enrico Petrucci
Enrico Petrucci (Roma, 1958) è un musicista italiano.

## Biografia
Concertista di chitarra classica e di flamenco, apprezzato in tutto il mondo per il suo repertorio molto impegnativo che spazia da Joaquín Rodrigo (Concerto d'Aranjuez) ai brani più virtuosi di Paco de Lucía (Entre dos Aguas, Rio Ancho), passando per Piazzolla, Tárrega, Turina, Villa-Lobos, ecc.
Laureato in musicologia, con una tesi sulle contaminazioni musicali del flamenco è uno dei maggiori esperti della storia del flamenco e dei movimenti migratori dei popoli gitani. Ha tenuto concerti presso prestigiose istituzioni musicali di tutto il mondo, Buenos Aires, Palma de Mallorca, Alicante, Salamanca, Barcellona, Siviglia, Nizza, ecc. In Italia è da circa un ventennio protagonista delle più importanti rassegne musicali estive dove si esibisce sia come solista che con il gruppo Hijos del Compás, di cui è cofondatore insieme al chitarrista-cantante Emanuele Inserto. Del gruppo fa anche parte la ballerina argentina María José Sánchez.
Ha condiviso il palco con grandi nomi del concertismo internazionale come Manuel Roldan, Markan Vranic, Veronica Medina, Alirio Díaz, ecc. Ha composto brani molto diffusi ed apprezzati in special modo in America Latina, dove i suoi dischi sono principalmente distribuiti.
Ha preso parte come compositore ed esecutore alla realizzazione di molti progetti discografici di altri artisti. Petrucci risulta, inoltre, essere uno dei più apprezzati interpreti delle opere musicali di Federico García Lorca.

## Discografia
- 1996 – Sabor Flamenco
- 1998 – Andalusia
- 2000 – Otto romanze per il Giubileo
- 2003 – Love Songs for Guitar
- 2007 – Pinta
- 2009 – 10 tanghi per pianoforte